# 35-sai no Koukousei
No Dropping Out: De Volta à Escola aos 35 (35歳の高校生, 35-sai no Koukousei) é uma série de televisão japonesa exibida pela Nippon TV entre 13 de abril e 22 de junho de 2013 e protagonizada por Ryoko Yonekura e Junpei Mizobata. Nos países lusófonos a série foi transmitida pela Crunchyroll.

## Elenco

### Protagonistas
- Ryoko Yonekura como Ayako Baba
  - Mayu Matsuoka como Ayako (jovem)
- Junpei Mizobata como Junichi Koizumi

### Membros do Corpo Docente
- Tetsuya Watari como Yukinobu Asada
- Nana Katase como Akiri Nagamine
- Takeshi Masu como Makio Ninagawa
- Toshihide Tonesaku como Takashi Saruwatari
- Hiroki Aiba como Ryuichiro Kitajima
- Yohei Kumabe como Wataru Iseya
- Sho Ikushima como Koichi Higuchi
- Megumi Yokoyama como Yuki Mayuzumi
- Takaaki Enoki como Yoshio Noda

### Classe 3-A
| - Taiko Katono como Ryota Otake - Shiori Kitayama como Yuna Izumi - Fujiko Kojima como Moe Kokubun - Yua Shinkawa como Mizuki Kudo - Masaki Suda como Masamitsu Tsuchiya - Mahiro Takasugi como Ren Higashi - Yukito Nishii como Teppei Saegusa - Shuhei Nomura como Osamu Yukawa - Alice Hirose como Rina Hasegawa - Reiko Fujiwara como Mai Yuki - Elina Mizuno como Ai Yamashita - Karen Miyazaki como Rikako Hatori - Aoi Morikawa como Hitomi Eto | - Kento Yamazaki como Ryo Akutsu - Masami Imai como Rin Sato - Haruna Onishi como Momoko Ueda - Takumi Sato como Yuta Shimizu - Tomoya Shiba como Hitoshi Okura - Yoshiro Dojun como Tetsuya Jinbo - Kazuya Nakajima como Shinichi Kashiwagi - Tatsuya Nakayama como Yuji Matsumoto - Sumire Fujishiro como Keiko Hirakawa - Koki Horikoshi como Goki Murata - Daiki Mihara como Yosuke Shinohara - Izumi Yabe como Yui Matsushita - Mari Yamachi como Sayuri Tachibana |

### Convidados
- Marika Tanaka
- Hajime Yamazaki como Pai de Rina Hasegawa
- Yorie Yamashita como Mãe de Rina Hasegawa
- Kentaro Shimazu como Professor
- Junichi Kikawa como Repórter
- Marie Ueda como Repórter
- Takashi Ukaji como Pai de Ai Yamashita
- Hajime Okayama como Oficial de polícia
- Keiko Shinohe como Mulher que Ai tentou roubar
- Hisako Matsuyama como Parente
- Masaya Seto como Parente
- Yoshiko Minami como Parente
- Takaya Sakoda
- Shoji Kamata

## Episódios
| #  | Título | Dirigido por     | Exibição original   | Audiência (%) |
| -- | --- | ---------------- | ------------------- | ------------- |
| 1  | "Aula 1" "(ベンジョメシ? トイレで食べて美味しいの?)" | Sakuma Noriyoshi | 13 de abril de 2013 | 14.7          |
| 2  | "Aula 2" "(イジメ? いじられ? ピエロの流す涙の訳)" | Sakuma Noriyoshi | 20 de abril de 2013 | 12.9          |
| 3  | "Aula 3" "(いじめって楽しい? スクールカーストが引き裂く友情の行方)" | Sakuma Noriyoshi | 27 de abril de 2013 | 15.1          |
| 4  | "Aula 4" "(教師イジメの犯人は誰? 涙の記者会見)" | Nagumo Seiichi   | 4 de maio de 2013   | 14.7          |
| 5  | "Aula 5" "(いじめっ子の闇...同級生キャバ嬢対決!!)" | Nagumo Seiichi   | 11 de maio de 2013  | 12.9          |
| 6  | "Aula 6" "(部活内で暴力!? 嘘が嘘を呼ぶ悲劇の連鎖)" | Sakuma Noriyoshi | 18 de maio de 2013  | 12.1          |
| 7  | "Aula 7" "(盗撮犯とオバサンの過去を学級裁判で暴け!!)" | Nishino Maki     | 25 de maio de 2013  | 11.3          |
| 8  | "Aula 8" "(生徒との禁断の恋!? 教師をダマす悪魔の罠!!)" | Nagumo Seiichi   | 1 de junho de 2013  | 12.7          |
| 9  | "Aula 9" "(遂に最終章!! オバサン涙…サバイバル修学旅行)" | Sakuma Noriyoshi | 8 de junho de 2013  | 9.9           |
| 10 | "Aula 10" "(魔女裁判…彼女が高校生になった目的を糾弾)" | Nagumo Seiichi   | 15 de junho de 2013 | 13.1          |
| 11 | "Aula 11" "(衝撃の2時間SP!! 今夜すべての謎が明かされる! ノートの真実と亜矢子の失踪… 卒業目前で生徒たちが職員室に立てこもり!? 彼らはスクールカーストを乗り越えられるのか?)" | Nagumo Seiichi   | 22 de junho de 2013 | 14.7          |